# Адам Смолюк
Адам Смолюк (народився 17 червня 1980) — канадський сценарист, режисер, актор, громадський лідер і виконавчий директор. Його роботи в медіапродукції часто досліджують теми відчуження та ізоляції.

## Раннє життя
Адам Смолюк народився та виріс у Вінніпезі, Манітоба, і зростав у районі Сент-Вітал. У дитинстві він захопився мистецтвом, зокрема фотографією, літературою і театром. Після перегляду "Співаючих під дощем " Смолюк був у захваті від виробничих елементів фільму та сказав, що «захопився магією фільму — це було дуже захоплююче». Йому було дванадцять років, коли він придбав вживаний дзеркальний фотоапарат Pentax K1000 на розпродажі в сусідньому гаражі та почав вивчати освітлення та фотографію.
У середній школі він захопився драматургією, а після закінчення школи вивчав театр за стипендією в Британсько-американській драматичній академії при Оксфордському університеті. Повернувшись додому в Канаду, він почав працювати як актор в кіно і на телебаченні. Він навчався в Університеті Макмастера, державному дослідницькому університеті, розташованому в Гамільтоні, Онтаріо, Канада, і закінчив його, отримавши диплом з ділового адміністрування. Він з відзнакою закінчив програми управління людськими ресурсами та розвитку менеджменту коледжу Ред-Рівер (RRC) і отримав звання дипломованого спеціаліста з людських ресурсів (CPHR) і товариства управління людськими ресурсами (SHRM-SCP). Він був обраний для рекламних щитів кампанії RRC 2017 для видатних випускників. Він отримав стипендію Королівського банку Канади для участі в тренінгах з управління в Школі менеджменту Ротмана та Інституті корпоративних директорів.

## Громадські роботи
Смолюк брав активну участь в Альянсі канадських артистів кіно, телебачення та радіо (ACTRA), працював у Комітеті політичних дій ACTRA Манітоби, а також був головою Комітету незалежного кіно ACTRA. У 2007 році він був призначений представником ACTRA в Комітеті з прав людини Федерації праці Манітоби. У 2012 році Смолюк надав профілі високочесного Едварда Шрайера та генерального директора Manitoba Film & Music Керол Вів'є для книги Вінніпезької торговельної палати "Серце Вінніпега ", у якій описано 41 лідера Манітоби. Видання розповідає про лідерів, які зробили внесок у зростання та розвиток Манітоби. У 2013 році Смолюк був нагороджений стипендією Федерації праці Манітоби Al Cerilli. Комітет молодих членів МФЛ обирає переможця на основі їхньої відданості робітничому руху. Смолюк був призначений до ради директорів Westland Foundation у Вінніпезі, стипендійної програми для підтримки молоді з центральної частини Вінніпега для відвідування вищих навчальних закладів. Він є колишнім членом ради директорів Winnipeg Film Group і працював у раді GenNext United Way of Winnipeg . Смолюк був призначений головою GenNext у жовтні 2015 року, і він був ключовим організатором першого саміту GenNext, який коли-небудь проходив у Канаді. У 2019 році його призначили до Дорадчого комітету Reel Canada, який просуває канадське кіно.

## Кар'єра
Смолюк зняв свій дебютний повнометражний фільм Horsethieves, який був знятий за мізерний бюджет і отримав приз глядацьких симпатій на Вінніпезькому міжнародному кінофестивалі 2005 року. Смолюк був нагороджений стипендією Investors Group для вивчення лідерства в The Banff Center і отримав нагороду Future Leaders of Manitoba у сфері мистецтв.
Смолюк був наймолодшим режисером, який коли-небудь був обраний для участі в першій програмі Національного інституту екрану. У 2009 році Смолюк почав зйомки свого другого повнометражного фільму « Foodland» . Фільм розповідає про наївного продуктового продавця, коли його життя виходить з-під контролю, коли він ненавмисно допомагає своєму невмілому менеджеру пограбувати магазин. До акторського складу Foodland входять Джеймс Клейтон, Росс Макміллан, Стівен Ерік Макінтайр і Кім Пуар'є . Фільм вийшов у прокат у деяких містах у січні 2011 року. На каналі Super Channel, єдиного в Канаді національної англомовної мережі платного телебачення, відбулась прем'єра Foodland в жовтні 2011 року. Мережа показала фільм у добірці Super Channel Gems. Прем'єра Foodland відбулася на IFC у березні 2014 року.
Смолюк був відібраний міжнародним журі для участі в програмі розвитку сценарної майстерності eQuinoxe Europe у Ліндау, Німеччина, у жовтні 2016 року. Він зняв кілька епізодів справжнього кримінального телесеріалу " На видноті " для каналу Discovery.
У 2019 році Film Training Manitoba (FTM) призначив Смолюка керуючим директором, і на цій новій посаді він відповідав за всі операційні, фінансові та навчальні заходи в організації зі штаб-квартирою у Вінніпезі. На момент свого призначення він був наймолодшим керівником вищої ланки в Програмі секторальної ради Департаменту економічного розвитку провінції Манітоба. Він керував першим за двадцять років ребрендингом логотипу та кольорів FTM, а також збільшенням від приблизно 100 до 200 учасників щорічно до 1400 осіб, які проходять навчальні програми FTM.
У 2020 році Смолюк і генеральний директор Національного інституту екрану (NSI) Джой Лоуен започаткували спільне партнерство між NSI та FTM, щоб поєднати освітні програми, включаючи дистанційне навчання, підготовку в класі, консультації щодо кар'єри та охоплення творців корінного населення та Манітоби. північні громади.
Смолюк виступив з промовою для вступу до вступу в 2020 рік у двох своїх альма-матер, Університеті Макмастера та коледжі Ред-Рівер.
Економічний розвиток Вінніпегу представив Ініціативу підготовки виконавців FTM Smoluk та першу ініціативу BIPOC (чорні, корінні, кольорові люди) ACTRA Manitoba. Серіали CBC і BET+, The Porter, зйомки яких почалися у Вінніпезі в травні 2021 року, стали каталізатором FTM для створення п'яти віртуальних курсів, спеціально орієнтованих на таланти BIPOC. Відзначивши ініціативу як величезний успіх, профіль підкреслив, що сеанси вийшли за межі того, що уявляли організатори, заповнивши 108 місць. Смолюк прокоментував, що «ця ініціатива дозволяє нам (канадцям) збільшити нашу робочу силу не лише для виконавців, але й для інших ключових галузей кіно та телебачення».
Восени 2021 року Smoluk's Film Training Manitoba оголосила про створення Саміту для жінок у кінопрофесіях (SWIFT), який мав відбутися в новому інноваційному центрі Red River College Polytechnic у січні 2022 року. Метою конференції — першої в Канаді, присвяченої кінопрофесіям — було заохотити більше жінок приєднатися до кіноіндустрії, водночас надавши можливості для навчання та спілкування для поточних жінок-професіоналів кіно.
«Це має потенційні економічні проблеми для промисловості, тому що, коли ви хочете здійснити великомасштабне кіновиробництво, вам доведеться витратити на те, щоб привезти людей з провінції, щоб заповнити робочі порожнечі», — сказав Смолук. «Якщо ви зможете покращити (відсоток жіночого персоналу), ви багато зробите як організація, щоб залучити більше людей у галузь і впоратися з цим».

## Фільмографія

### Як сценарист/режисер/продюсер
- Конокради (2005)
- Foodland (2010)
- На видноті (2019)

### Як актор
Фільм
- Monster in the Coal Bin (1989) як Фербі
- Зейда і вбивця (2004) як молодий Натан
- Horse Thieves (2005) як Ерланд Істлі
- Чорний міст (2006) за роль Адріана Даунінга

Телебачення
- Everybody's Doing It (2002) як Боббі
- Історії Етвуд (1 серія, 2003) як Rodney
- 2030 CE (6 серій, 2002—2003) як Scotch
- У темряві (2003) як Jimmy
- Поки мене не було (2004) як Ларрі
- Less Than Kind (1 серія, 2010) як Young Doctor